# Survivant de la Shoah

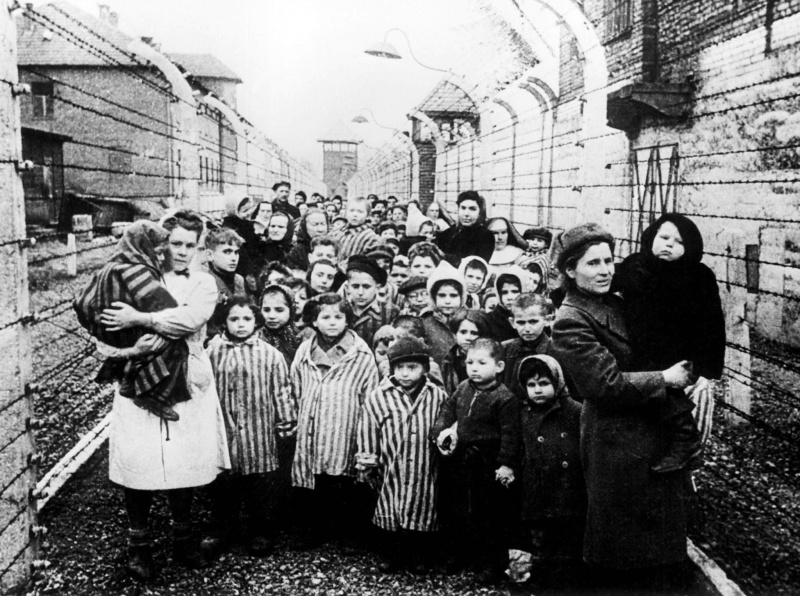
Janvier 1945 : enfants libérés à Auschwitz.

Les survivants de la Shoah, ou rescapés de la Shoah, sont les personnes qui ont survécu à la Shoah, c'est-à-dire la persécution et la tentative d'extermination du peuple juif perpétrées par le Troisième Reich et ses alliés avant et pendant la Seconde Guerre mondiale en Europe. Il n'existe pas de consensus universel sur la définition de « survivant de la Shoah » ; sa portée peut varier et concerner les Juifs qui ont survécu à la guerre en Europe sous domination nazie ou dans d'autres territoires collaborationnistes, ainsi que ceux qui ont fui vers les territoires des Alliés et des pays neutres avant ou pendant la guerre. Dans certains cas, des personnes non juives, qui ont également subi des persécutions collectives sous le régime nazi, sont aussi considérées comme des survivantes de la Shoah. La définition évolue au fil du temps.
Les survivants de la Shoah comprennent les civils persécutés qui étaient encore en vie à la libération des camps de concentration nazis à la fin de la guerre et ceux qui avaient survécu dans la résistance ou qui ont vécu cachés avec l'aide de personnes non juives ou qui se sont échappés vers des territoires hors de portée des nazis avant la mise à exécution de la « solution finale ».
À la fin de la guerre, les survivants de la Shoah ont dû affronter plusieurs problèmes immédiats : rétablissement physique et psychique après la famine, les sévices et les souffrances qu'ils avaient endurés ; la nécessité de chercher leurs proches pour savoir si certains étaient encore vivants ; rebâtir leur vie en revenant dans leur patrie ou, plus souvent, en migrant vers des lieux nouveaux où ils seraient à l'abri, en raison de la destruction ayant frappé leurs logements et leurs communautés ou en raison de flambées de violences antisémites.
Une fois réglés les problèmes immédiats, les survivants ont dû traiter de nouvelles questions. Celles-ci étaient relatives aux aides sociales et aux soins psychologiques, aux réparations et restitutions en dédommagement des persécutions, des travaux forcés et des pertes matérielles subies, des œuvres d'art pillées à leurs propriétaires légitimes, ainsi qu'à la compilation des récits des témoins et des survivants, au recensement des proches assassinés et des communautés détruites et aux soins à offrir aux survivants devenus âgés ou handicapés.

## Définitions

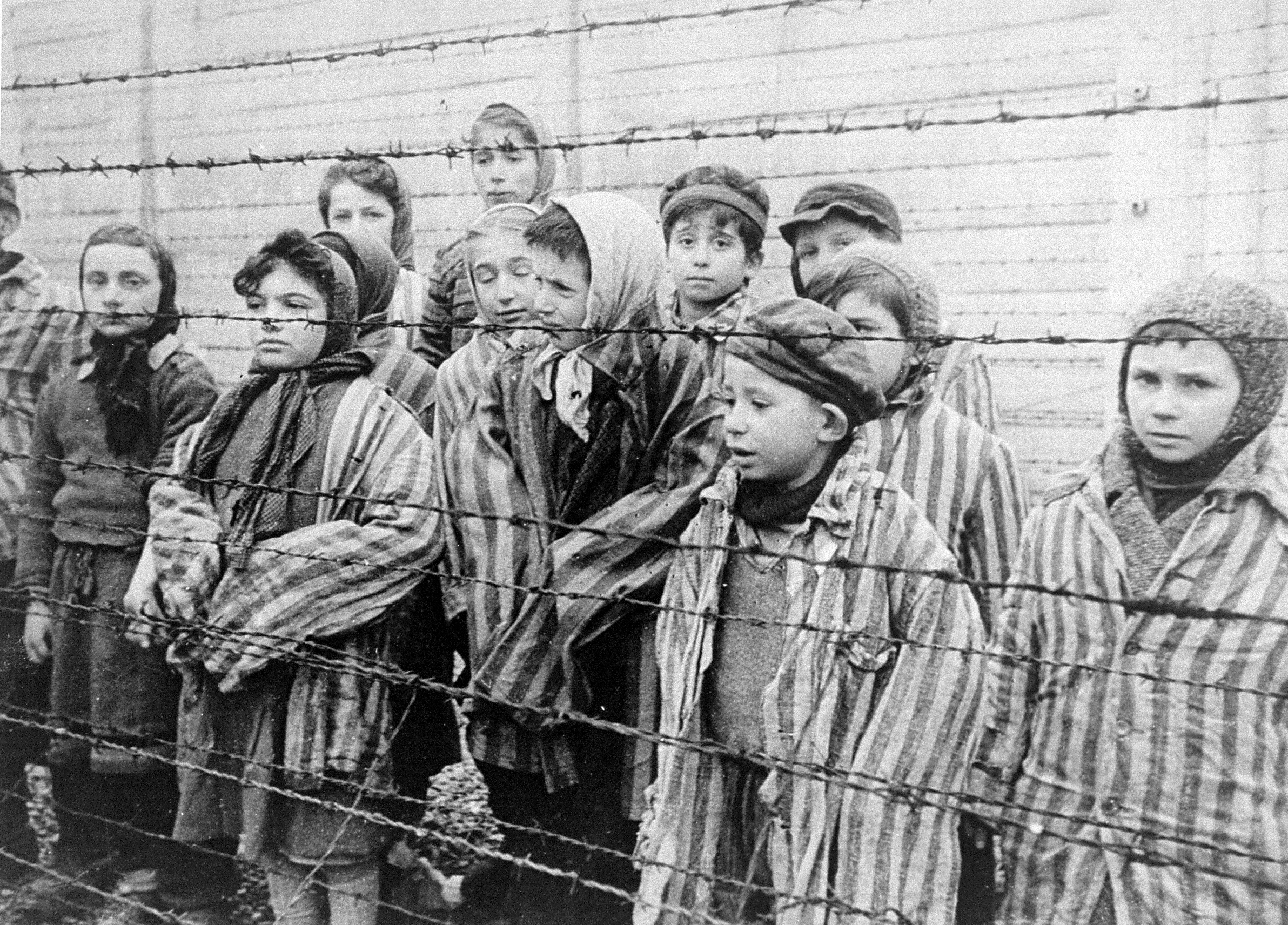
Enfants à Auschwitz au moment de sa libération par l'Armée rouge.

L'expression « survivant de la Shoah » concerne sans ambiguïté les Juifs qui sont parvenus à vivre malgré les exterminations de masse commises par les nazis. Toutefois, ce terme peut aussi englober tous ceux qui ne sont pas tombés sous le contrôle direct du régime nazi en Allemagne ou en Europe sous domination nazie, mais qui en ont subi des effets importants, comme les Juifs qui ont fui l'Allemagne ou les territoires contrôlés par l'Allemagne, afin d'échapper aux nazis, et qui n'ont jamais vécu sur un territoire sous contrôle allemand après l'arrivée au pouvoir d'Adolf Hitler, mais qui ont néanmoins habité dans ces pays avant la mise à exécution de la « solution finale » ; l'expression peut aussi englober les personnes qui n'étaient pas persécutées par les nazis eux-mêmes mais par leurs alliés ou collaborateurs, soit dans un État satellite du Troisième Reich, soit dans un pays occupé par le Troisième Reich.
Yad Vashem, mémorial officiel de l'État d'Israël aux victimes de la Shoah, définit les survivants de la Shoah comme des Juifs qui ont vécu sous contrôle nazi, tant direct qu'indirect, quelle que soit la durée, et qui y ont survécu. Cette définition englobe les Juifs qui ont passé l'ensemble de la guerre dans des régimes collaborationnistes, y compris celui de Vichy, celui de la Bulgarie et celui de la Roumanie, même si les intéressés n'ont pas été déportés, ainsi que les Juifs qui ont fui ou qui ont été forcés de quitter l'Allemagne dans les années 1930. D'autres réfugiés juifs sont considérés comme des survivants de la Shoah, dont ceux qui ont fui leurs patries en Europe de l'Est devant l'invasion allemande et qui ont passé ensuite des années en Union soviétique.
L'United States Holocaust Memorial Museum propose une définition plus large : « le Musée honore du qualificatif de survivante toute personne, juive ou non, qui a été victime de déplacement, de persécution ou de discrimination en raison des pratiques raciales, religieuses, ethniques, sociales et politiques instaurées par les nazis et leurs collaborateurs entre 1933 et 1945. Outre les anciens prisonniers des camps de concentration, des ghettos et des prisons, cette définition englobe également, entre autres, les personnes qui ont vécu comme des réfugiées et celles qui se sont cachées ».
Pendant le XXe siècle, à mesure que la sensibilisation du public envers la Shoah évolue, d'autres groupes, négligés ou marginalisés en tant que survivants, commencent à partager leurs témoignages et cherchent à transmettre leurs expériences. L'un de ces groupes est composé de Sinté (Roms) ayant survécu aux persécutions nazies : il a entrepris une grève de la faim à Dachau en 1980 afin d'attirer l'attention et de réclamer la réparation de cette injustice morale en reconnaissance de leurs tourments pendant la Shoah ; l'Allemagne de l'Ouest reconnaît officiellement le Porajmos en 1982,. Un autre groupe qui a été inclus dans les survivants de la Shoah se compose des « survivants de la fuite », c'est-à-dire les réfugiés qui ont fui vers l'Est, dans les territoires contrôlés par l'Union soviétique, dès le début de la guerre, ainsi que les personnes que le NKVD a déportées dans diverses régions de l'Union soviétique,.
La prise en compte progressive d'autres catégories de survivants conduit à l'élargissement de la définition, auprès d'institutions comme la Jewish Claims Conference, Yad Vashem et l'United States Holocaust Memorial Museum, afin d'y inclure les « survivants de la fuite » et d'autres catégories qui jusque-là ne bénéficiaient pas d'une reconnaissance, comme les personnes qui se sont cachées pendant la guerre, par exemple les enfants cachés, afin de se soustraire aux persécutions nazies.

## Nombre de survivants

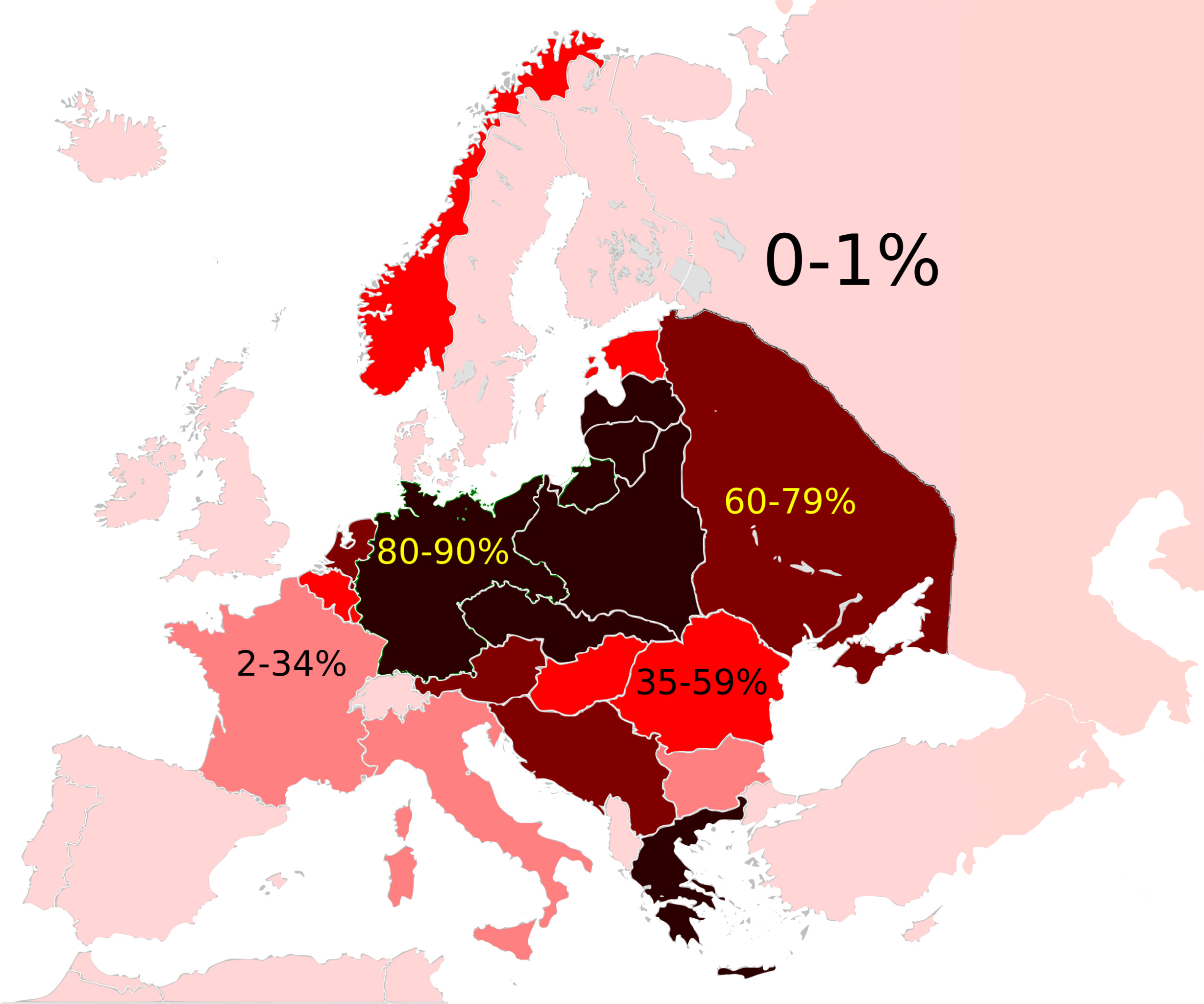
Taux de mortalité de la population juive par pays.

Quand éclate la Seconde Guerre mondiale en septembre 1939, près de neuf millions et demi de Juifs vivent dans les pays européens qui sont déjà sous domination nazie ou qui le deviennent pendant la guerre. Près des deux tiers de ces Juifs européens — soit environ six millions de personnes — sont exterminés, si bien qu'à la fin de la guerre en Europe, en mai 1945, environ trois millions et demi avaient survécu,.
Ceux qui ont réussi à rester en vie jusqu'en mai 1945, selon différentes circonstances, appartiennent aux catégories suivantes :

### Prisonniers des camps de concentration
Entre 250 000 et 300 000 Juifs ont résisté aux camps de concentration et aux marches de la mort, même si des dizaines de milliers de ces survivants étaient trop affaiblis ou trop malades pour vivre au-delà de quelques jours, semaines ou mois, malgré les soins qu'ils ont reçus à la libération,.

### Autres survivants
D'autres Juifs, issus de tout le continent, ont survécu parce que les nazis et leurs collaborateurs ne sont pas parvenus à achever leur déportation et leurs massacres de masse avant l'arrivée des Alliés, ou parce que les régimes collaborationnistes ont été renversés. Ainsi, par exemple, en Europe de l'Ouest, environ les trois quarts de la population juive d'avant-guerre a survécu à la Shoah en Italie et en France, près de la moitié ont survécu en Belgique, tandis qu'un quart seulement de la population juive d'avant-guerre a survécu dans les Pays-Bas. En Europe de l'Est et du Sud-Est, la plupart des Juifs bulgares (en) ont survécu à la guerre ainsi que 60 % de ceux de Roumanie et près de 30 % de ceux de Hongrie. Les deux tiers des Juifs présents en Union soviétique (en) ont survécu. En Pologne, dans les pays baltes, en Grèce, en Slovaquie et en Yougoslavie (Croatie, Serbie, Macédoine sous occupation bulgare, Slovénie), près de 90 % de la population juive a disparu, assassinée des mains de nazis et de leurs collaborateurs locaux,,,.
Dans l'ensemble de l'Europe, quelques milliers de Juifs ont survécu grâce à différentes méthodes : en se cachant, en obtenant de faux papiers les présentant comme non juifs, avec le secours de non Juifs qui les cachent ou les aident au risque de leur vie. Plusieurs milliers d'autres Juifs ont survécu en se cachant dans les forêts denses d'Europe de l'Est, ou en rejoignant les rangs des résistants juifs qui contraient les menées nazies et protégeaient d'autres réfugiés, ou, dans certains cas, en travaillant avec des mouvements de résistance non juifs pour combattre les envahisseurs nazis.

### Réfugiés

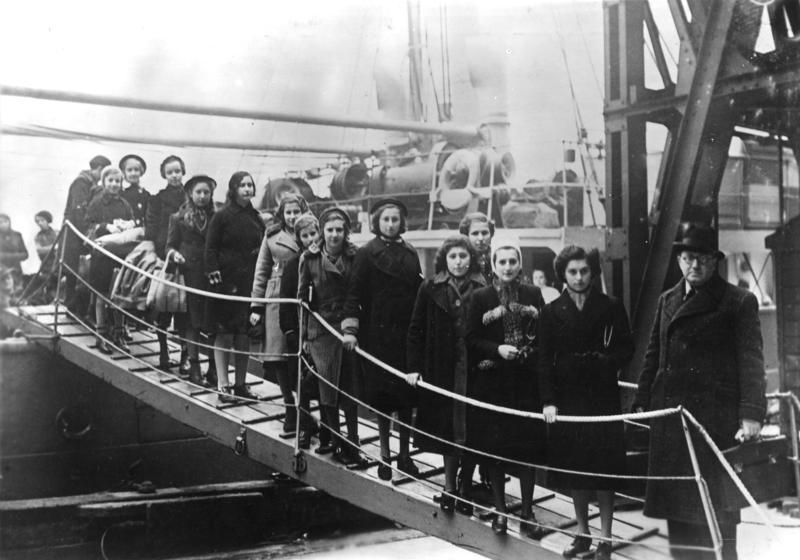
Février 1939 : réfugiés juifs arrivant à Londres depuis l'Allemagne et la Pologne (voir Kindertransport).

Le plus grand groupe de survivants est composé des Juifs qui ont réussi à s'échapper de l'Europe sous occupation nazie avant ou pendant la guerre. Les Juifs entament un mouvement d'émigration depuis l'Allemagne à partir de 1933, quand Hitler arrive au pouvoir (en) et depuis l'Autriche à partir de 1938, après l'Anschluss. Au moment où la guerre éclate, environ 282 000 Juifs avaient quitté l'Allemagne et 117 000 avaient fui l'Autriche.
Près de 300 000 Juifs polonais ont fui vers les territoires polonais sous occupation soviétique et ceux de l'Union des républiques socialistes soviétiques (URSS) entre le début de la guerre en septembre 1939 et l'invasion allemande en URSS en juin 1941. Cette invasion provoque la fuite d'un million de Juifs soviétiques vers l'Est, à l'intérieur de l'URSS. Les autorités soviétiques emprisonnent de nombreux réfugiés et déportés dans des goulags situé dans l'Oural, en Asie centrale soviétique et en Sibérie, où ils sont livrés aux travaux forcés, à des conditions de vie extrêmes, à la faim et à la maladie. Toutefois, la plupart ont réussi à survivre malgré la dureté de leur situation,,,.
Pendant la guerre, certains Juifs parviennent à passer dans des pays européens neutres comme la Suisse, qui autorise l'entrée de 30 000 d'entre eux mais en refoule environ 20 000 autres ; l'Espagne, qui accepte l'entrée d'environ 30 000 réfugiés juifs entre 1939 et 1941, principalement venus de France, et qui se rendent au Portugal ; toutefois, sous la pression des Allemands, l'Espagne n'en admet plus que 7 500 entre 1942 et 1944 ; le Portugal, qui autorise l'entrée des Juifs pour qu'ils puissent poursuivre leur voyage depuis le port de Lisbonne vers les États-Unis et l'Amérique latine ; et la Suède, qui laisse entrer certains Juifs de Norvège en 1940 et qui, en octobre 1943, accueille la quasi-totalité des Juifs du Danemark, secourus par le mouvement de résistance danois, qui organise la fuite de 7 000 Juifs danois et de 700 membres non Juifs de leurs familles, à bord de bateaux légers depuis le Danemark vers la Suède. Environ 18 000 Juifs ont emprunté les filières de migration clandestine vers la Palestine depuis l'Europe centrale et orientale entre 1937 et 1944, dans 62 voyages organisés par le Mossad l'Aliyah Bet, institué en 1938. Ces trajets comportaient de nombreux dangers en temps de guerre et des centaines de personnes ont perdu la vie en mer,,.

## Conséquences immédiates
Au terme de la guerre, les survivants juifs des camps de concentration nazis, des centres d'extermination nazis et des marches de la mort, ainsi que ceux qui avaient survécu en se cachant dans les forêts ou chez des protecteurs, subissaient presque tous les effets de la sous-alimentation, de l'épuisement et des maltraitances qu'ils avaient endurées ; des dizaines de milliers de rescapés mouraient encore à cause de leur faiblesse physique, de la suralimentation brutale (absorbant plus de nourriture que leurs corps émaciés ne pouvaient en supporter), d'épidémies, d'épuisement et du choc de la libération. Certains survivants sont rentrés dans leur patrie d'origine tandis que d'autres ont cherché à quitter l'Europe en migrant vers la Palestine mandataire ou vers d'autres pays,.

### Traumatismes à la libération

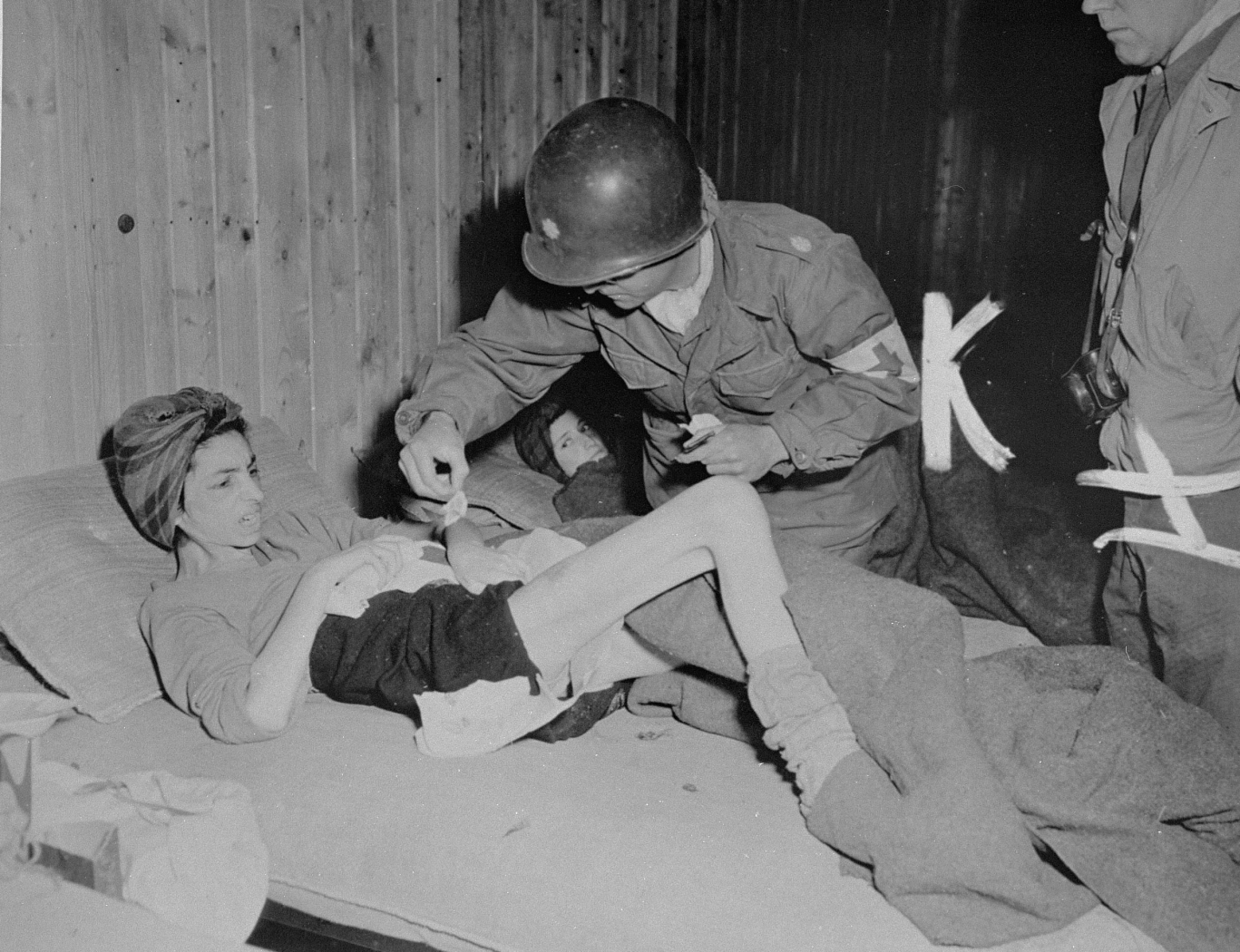
Un chirurgien de l'armée américaine soigne une survivante d'un camp satellite de Buchenwald peu après la libération.

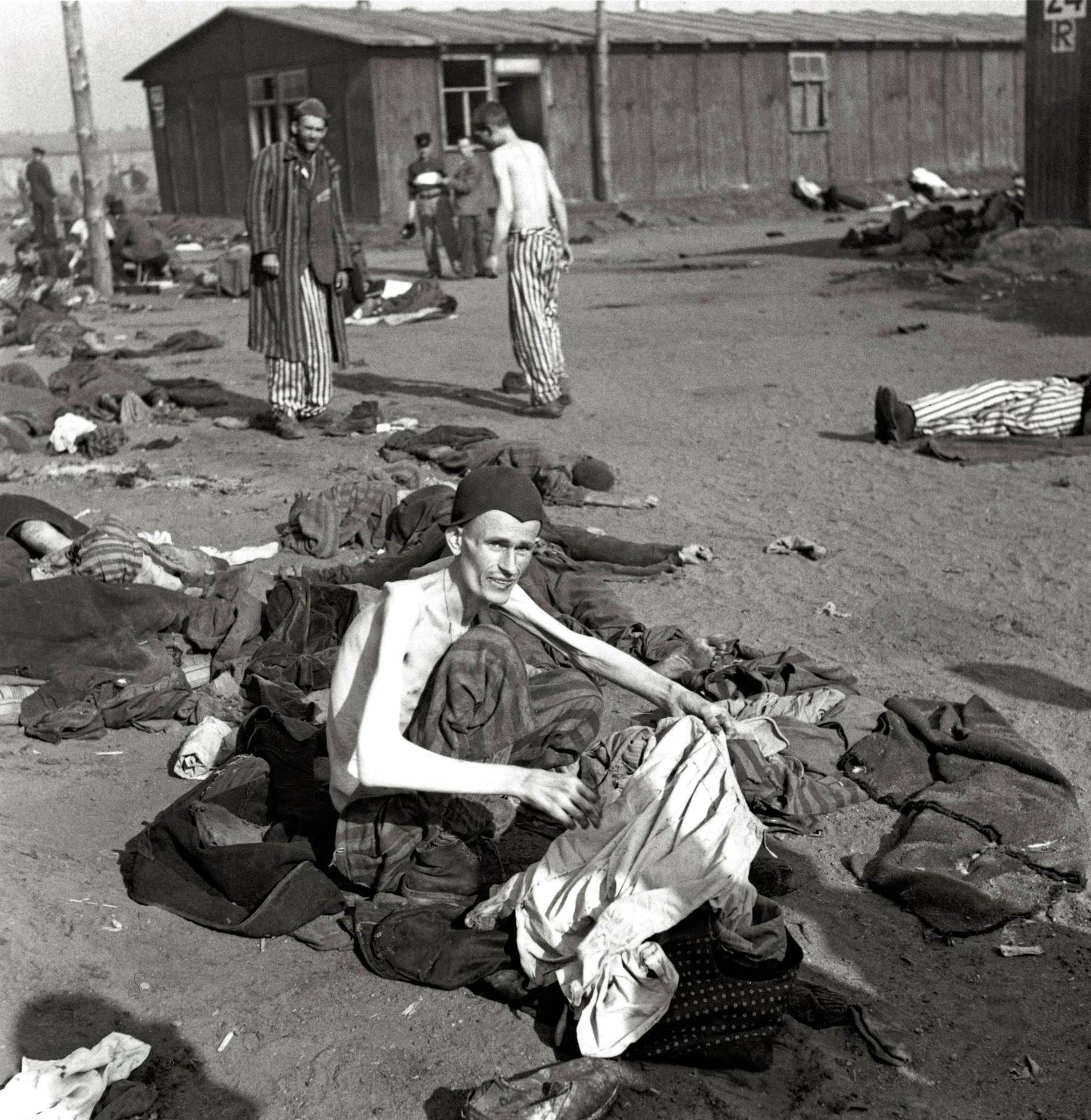
Un survivant souffrant d'une sous-alimentation sévère, photographié après la libération de Bergen-Belsen par l'armée britannique.

Pour les survivants, la fin de la guerre n'a pas mis un terme à leurs souffrances. Pour de nombreux rescapés, la libération elle-même était un processus très difficile ; la transition entre la terreur, la brutalité et la faim qu'ils avaient subies et la liberté a souvent entraîné des traumatismes.
À mesure que les Alliés repoussent les forces de l'Axe dans l'ensemble de l'Europe et capturent des secteurs que l'Allemagne occupait, ils y découvrent les camps de concentration et les centres d'extermination nazis. Sur certains sites, les nazis ont tenté de détruire toutes les preuves de leurs camps afin de dissimuler les atrocités qu'ils y avaient commises. Sur d'autres sites, les Alliés ne trouvent que des bâtiments vides, car les nazis avaient déjà déplacé les détenus, souvent par des marches de la mort, vers d'autres lieux. Toutefois, dans de nombreux camps, les soldats alliés trouvent des centaines, voire des milliers, de survivants affaiblis et faméliques. L'Armée rouge parvient au camp de Majdanek en juillet 1944 et ne tarde pas à découvrir de nombreux autres sites ; néanmoins, elle s'abstient en général de faire connaître ces découvertes. Les unités britanniques et américaines sur le front de l'Ouest ne parviennent aux camps de concentration en Allemagne qu'au printemps 1945,.
Quand les troupes alliées pénètrent dans les centres d'extermination, elles y découvrent des milliers de survivants juifs et non juifs atteints de sous-nutrition sévère et de maladies, vivant dans des conditions épouvantables — beaucoup sont à l'agonie ; elles y trouvent aussi les piles de cadavres et les cendres des victimes des massacres nazis. Les libérateurs, même s'ils ne sont aucunement préparés à cette tragédie, agissent de leur mieux pour secourir les survivants. Malgré ces initiatives, des milliers de libérés meurent pendant les premières semaines qui suivent la libération. Beaucoup ont succombé à des maladies. Certains meurent du syndrome de renutrition inappropriée car, après une sous-nutrition prolongée, leurs organismes ne peuvent plus digérer une alimentation normale. En outre, les rescapés ne possèdent aucun bien. Ils doivent encore porter leurs uniformes de prisonniers car ils n'ont aucun autre vêtement à leur disposition,.
Pendant les premières semaines après la libération, les survivants doivent affronter plusieurs problèmes : prendre une alimentation adéquate, en quantité correspondant à leur état physique ; se rétablir des maladies, des blessures et de l'épuisement extrême et retrouver la santé ; recouvrer un certain sens de la normalité mentale et sociale. Presque chaque survivant doit aussi se confronter à la mort de nombreux proches : beaucoup sont le seul membre encore en vie de leur parenté ; et se confronter aussi à la perte de leur logement, de leurs anciennes activités, de leurs styles de vie,.
Alors que les rescapés font face aux difficultés angoissantes d'une reprise de leurs vies brisées et de la recherche de leurs proches encore vivants, la grande majorité d'entre eux estime aussi qu'ils ont besoin d'un nouveau cadre de vie. Revenir à la vie telle qu'elle était avant la Shoah se révèle impossible. Pendant les premiers temps après la libération, nombre de survivants ont cherché à regagner leurs anciens logements et leurs communautés, mais les communautés juives ont été ravagées ou détruites (en) : sur une vaste portion de l'Europe, elles n'existent plus ; regagner son logement est souvent une expérience dangereuse. En effet, quand les anciens prisonniers des camps et les personnes cachées ont cherché à rentrer dans leurs foyers, c'est pour découvrir que, dans bien des cas, leurs logements sont pillés ou occupés par d'autres. La plupart ne retrouvent aucun membre vivant de leur famille, se heurtent presque partout à l'indifférence de la population et, en Europe de l'Est surtout, sont accueillis avec hostilité voire par des violences,,.

### Sh'erit ha-Pletah
Certains survivants juifs ne pouvaient ou ne voulaient pas revenir dans leurs logements, en particulier ceux dont la famille entière avait péri assassinée et dont les habitations, voisinages ou communautés avaient été détruits, et ceux qui subissaient un regain de violences antisémites. Ces personnes sont connues sous le nom de Sh'erit ha-Pletah (« les restes des survivants »). La plupart des rescapés, dont le groupe des Sh'erit ha-Pletah, sont originaires d'Europe centrale et orientale, tandis que la plupart des survivants issus d'Europe de l'Ouest y sont rentrés et y ont rebâti leurs vies.
La plupart de ces réfugiés sont rassemblés dans les camps de personnes déplacées implantés sur les secteurs d'occupation britannique, américain et français en Allemagne, ainsi qu'en Autriche et en Italie. Les premiers temps, ces camps offrent des conditions de vie très dures et sommaires mais, après avoir obtenu les secours vitaux les plus urgents, les réfugiés organisent un comité de représentants dans chaque camp puis un système de coordination dans les différents camps afin de communiquer aux autorités leurs besoins et leurs demandes, de chapeauter les activités culturelles et scolaires et d'obtenir la permission de quitter l'Europe pour migrer en Palestine mandataire ou dans d'autres pays.
La première réunion entre les représentants des survivants dans les camps de personnes déplacées se tient quelques semaines après la fin de la guerre, le 27 mai 1945, au camp de l'abbaye de Sainte-Odile ; ces représentants créent l'association Sh'erit ha-Pletah, chargée d'agir en leur nom auprès des autorités alliées. Une fois que la plupart des survivants ont quitté les camps pour migrer dans d'autres pays ou se réinstaller, les membres du comité central de She'arit Hapleta se séparent en décembre 1950 et l'association procède à son autodissolution en août 1951 dans la zone d'occupation britannique,.
Par conséquent, l'expression Sh'erit ha-Pletah s'emploie généralement pour désigner les réfugiés et déplacés juifs dans la période d'après-guerre entre 1945 et environ 1950.

### Camps de personnes déplacées en Europe

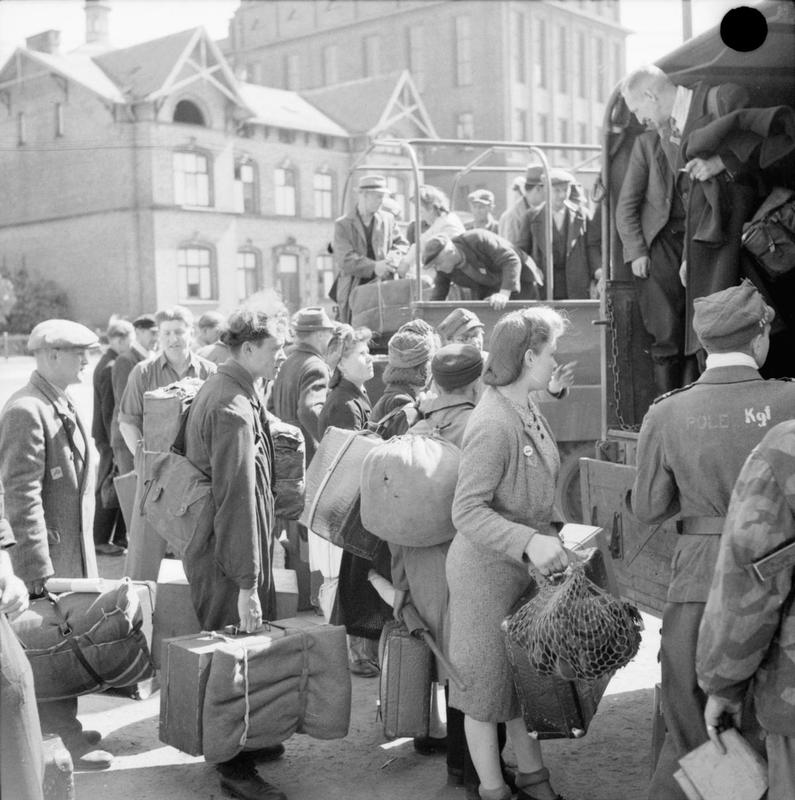
Hambourg, mai 1945 : camp de réfugiés et de personnes déplacées.

Après la fin de la guerre, la plupart des personnes non juives déplacées par les nazis sont retournées à leurs habitations et leurs communautés. En revanche, le sort des Juifs était différent : des dizaines de milliers n'avaient plus de logement, de famille ni de communautés attendant leur retour. En outre, après avoir subi les atrocités de la Shoah, nombre d'entre eux ont voulu quitter le continent européen et rebâtir leur vie ailleurs, dans des régions où l'antisémitisme serait moins répandu. Certains réfugiés juifs, cherchant à rentrer dans leurs foyers d'avant-guerre, ont été contraints de repartir : d'anciens voisins s'étaient approprié leurs habitations et leurs biens et, surtout en Europe centrale et orientale, les victimes sont accueillies avec hostilité, voire par des violences,,,,.
N'ayant nulle autre destination où se rendre, environ 50 000 survivants sans-abri de la Shoah se réunissent dans les camps de personnes déplacées en Allemagne, en Autriche et en Italie. L'émigration vers la Palestine mandataire obéissait encore aux limitations strictes du gouvernement britannique et la migration vers d'autres pays, comme les États-Unis, demeurait aussi sous contrôle étroit. Aux premiers groupes de survivants dans les camps de déplacés se joignent bientôt des réfugiés juifs issus d'Europe centrale et orientale, qui fuient vers les secteurs britanniques et américains d'Allemagne occupée car les conditions de vie se dégradent à l'Est. En 1946, selon les estimations, quelque 250 000 rescapés juifs déplacés (environ 185 000 en Allemagne, 45 000 en Autriche et 20 000 en Italie) sont hébergés dans des centaines de centres et de camps destinés aux réfugiés, qui sont sous administration militaire américaine, britannique et française ainsi que sous celle de l'Administration des Nations unies pour le secours et la reconstruction (UNRRA),,,.
Les premiers temps, les survivants doivent affronter les conditions de vie épouvantables qui règnent dans les camps de déplacés. Les installations y sont très médiocres et de nombreux rescapés sont atteints d'affections physiques et psychiques sévères. L'aide venue de l'extérieur met initialement du temps à parvenir aux survivants. En outre, les camps hébergent souvent à la fois les victimes et les prisonniers allemands et collaborateurs du régime nazi, qui avaient présidé peu auparavant aux tourments des premiers, ainsi qu'un groupe plus vaste formé des travailleurs forcés non juifs après leur libération, et d'Allemands réfugiés ayant pris la fuite devant l'Armée rouge ; dans les camps, des violences antisémites sont fréquentes. En l'espace de quelques mois, après la visite et le rapport rédigé par Earl G. Harrison (par délégation du président Franklin Delano Roosevelt), les autorités américaines reconnaissent la nécessité d'établir des camps séparés pour les déplacés juifs et d'améliorer les conditions de vie dans les camps de déplacés. En revanche, l'administration militaire britannique y réagit plus lentement car elle craint qu'en reconnaissant la situation sans précédent des survivants juifs, elle n'ouvre des voies de recours pour leurs demandes de migrer en Palestine, ce qui aggraverait l'hostilité des Arabes locaux. Ainsi, les réfugiés juifs tendent à se réunir dans les camps de déplacés en zone américaine,,,,.
Les camps de déplacés servent de centres temporaires visant à faciliter la réinstallation des réfugiés juifs sans abri et à prendre en charge leurs besoins humanitaires immédiats, mais ils deviennent aussi des communautés temporaires où les survivants commencent à rebâtir leurs vies. Avec l'aide d'associations juives de bienfaisance comme le Joint Distribution Committee (JDC) aux États-Unis et la Jewish Relief Unit en Grande-Bretagne, des hôpitaux ouvrent, ainsi que des écoles, surtout dans plusieurs des camps où vivent de nombreux enfants et orphelins ; les survivants reprennent des activités culturelles et religieuses. Leurs efforts visaient souvent à préparer l'émigration depuis l'Europe vers de nouvelles vies, plus enrichissantes, sur d'autres continents. Ils fondent des comités pour présenter leurs problèmes aux Alliés et à une audience plus large sous le nom de Sh'erit ha-Pletah (en), association qui existe jusqu'au début des années 1950. La vie politique connaît un regain d'intérêt et le mouvement sioniste y prend un rôle important car la plupart des déplacés juifs annoncent leur intention de migrer en Palestine mandataire,,,,.
La gestion lente et incohérente des problèmes touchant les réfugiés et déplacés juifs, ainsi que l'afflux de personnes dans les camps de déplacés en 1946 et 1947, attirent l'attention publique internationale ; l'opinion publique impose des pressions politiques de plus en plus intenses pour la levée des restrictions à l'immigration vers des pays comme les États-Unis, le Canada, l'Australie, ainsi que sur les autorités britanniques pour qu'elles cessent de placer en détention les réfugiés d'Europe cherchant à se rendre en Palestine, ce qui leur valait d'être internés à Chypre ou ramenés en Europe. L'attitude des Britanniques envers les réfugiés juifs, comme le sort des passagers de l'Exodus 1947, provoque de fortes réactions dans l'opinion publique à l'international et pèse dans les appels à la création d'un État indépendant pour le peuple juif. Cette situation conduit la Grande-Bretagne à soumettre la question aux Nations unies qui, en 1947, votent le plan de partage de la Palestine. Ainsi, lorsque le mandat britannique sur la Palestine prend fin en mai 1948, l'État d'Israël est constitué et les navires transportant des réfugiés juifs sont aussitôt autorisés à entrer librement. En outre, les États-Unis amendent leurs procédures d'immigration pour autoriser l'entrée à un nombre accru de réfugiés juifs conformément au Displaced Persons Act (en), tandis que d'autres pays occidentaux assouplissent eux aussi leurs politiques migratoires,,.
L'ouverture des frontières d'Israël après son indépendance ainsi que l'élargissement des politiques migratoires en Occident envers les survivants entraînent la fermeture de la plupart des camps de déplacés jusqu'en 1952. Le camp de Föhrenwald, le dernier encore en activité, ferme en 1957. Environ 136 000 personnes hébergées dans ces camps, soit plus de la moitié du total, ont migré en Israël ; près de 80 000 aux États-Unis et les autres se sont installées dans d'autres pays en Europe et dans le monde, y compris au Canada, en Australie, en Afrique du Sud, au Mexique, en Uruguay et en Argentine,.

### La recherche des survivants
Dès la fin de la guerre, les rescapés entament les recherches pour retrouver les membres de leurs familles et, pour la plupart, il s'agit de leur première préoccupation aussitôt que sont réglées les questions vitales d'accès à la nourriture, aux vêtements et à un abri.
Les comités juifs locaux en Europe s'efforcent de recenser les vivants et de compter les défunts. Les parents cherchent les enfants qu'ils avaient cachés dans des couvents, des orphelinats ou chez des familles d'accueil. D'autres survivants reviennent dans leur foyer d'origine pour y chercher leur parenté ou recueillir des informations sur leurs proches, espérant une réunion ou, du moins, connaître avec certitude le sort de leurs familles. La Croix-rouge internationale et les associations juives de bienfaisance organisent des services de recensement pour faciliter les recherches mais les enquêtes sont souvent longues en raison des difficultés de communication et du déplacement de millions de personnes né du conflit, des politiques nazies de déportations et de destruction, et des mouvements massifs de populations en Europe centrale et orientale,,.
Des associations comme le Congrès juif mondial, la Société d'aide aux immigrants juifs et l'agence juive ouvrent des services de localisation. Ces recherches permettent à des survivants de retrouver leurs proches, parfois des décennies après leur séparation pendant la guerre. Par exemple, le service de localisation du Congrès juif mondial, en coopération avec d'autres associations, a pu retrouver 85 000 survivants et réunir 50 000 personnes avec leurs familles éparses dans le monde. Toutefois, la procédure de recherche et de localisation de proches disparus a parfois pris des années et, pour beaucoup de survivants, a duré jusqu'à leurs derniers jours. Bien souvent, des rescapés ont passé leur vie à chercher des membres de leur famille sans pouvoir connaître leur sort,,,.
En Israël, où ont migré de nombreux survivants de la Shoah, certains proches ont pu se réunir en se croisant par hasard. Beaucoup d'autres ont retrouvé des membres de leurs familles grâce aux annonces de personnes disparues publiées dans des journaux et dans une émission de radio à cet effet, appelée Who Recognizes, Who Knows?.

#### Listes de survivants
Tout d'abord, les survivants laissent des notes manuscrites sur des tableaux d'affichage dans les centres de secours, les camps de déplacés ou les bâtiments de la communauté juive qui les abritaient en espérant que des amis ou des membres de la famille les verraient ou, à tout le moins, que d'autres rescapés transmettraient l'information sur les personnes recherchées. D'autres publient des annonces dans les bulletins d'information des camps de déplacés et d'associations de survivants, ainsi que dans la presse, en espérant rétablir la communication avec des proches ayant pris refuge ailleurs. Certains contactent la Croix-Rouge et d'autres associations qui établissent des listes de survivants, comme l'Administration des Nations unies pour le secours et la reconstruction, qui ouvre un bureau central des recherches pour aider les rescapés à localiser leurs proches encore en vie,.
Différentes listes sont rassemblées dans des livrets et des publications plus complets, stratégie plus durable que les notes et petites annonces. L'une des premières compilations est appelée Sharit Ha-Platah et publiée en 1946 en plusieurs volumes où figurent les noms de dizaines de milliers de Juifs ayant survécu à la Shoah, fruit du travail d'Abraham Klausner (en), aumônier de l'armée américaine (en) qui a visité de nombreux camps de personnes déplacées en Allemagne du Sud et y a recueilli les listes écrites par les réfugiés, qui s'enrichit de nouveaux noms à chaque endroit,.
Le premier « registre des survivants juifs » (Pinkas HaNitzolim I) est publié en 1945 par le bureau de l'agence juive pour la recherche de proches disparus ; y figurent 61 000 noms compilés à partir de 166 listes de rescapés juifs issus de divers pays européens. Suit un second volume (Pinkas HaNitzolim II) en 1945, qui contient les noms d'environ 58 000 Juifs de Pologne,.
Des journaux hors d'Europe commencent eux aussi à publier des listes de survivants et leur localisation à mesure que des informations plus précises leur parviennent avant et après la fin de la guerre. Ainsi, par exemple, le journal allemand juif Aufbau, qui paraît à New York, imprime de nombreuses listes recensant les survivants juifs de la Shoah situés en Europe, à partir de septembre 1944 jusqu'en 1946.
Au fil du temps, de nombreux « registre des survivants juifs » voient le jour. Ces documents sont d'abord disponibles sur papier mais, à partir des années 1990, de plus en plus de registres sont numérisés et accessibles en ligne.

#### Enfants cachés
Après la libération, des parents juifs passent souvent des mois ou des années à chercher les enfants qu'ils avaient envoyés se cacher. Dans les meilleurs cas, ils retrouvent leurs enfants auprès du protecteur à qui ils les avaient confiés. Toutefois, beaucoup d'autres doivent passer par des petites annonces, des services de recherche et des registres de survivants dans l'espoir de retrouver les enfants. Souvent, ces recherches conduisent à un résultat tragique : les parents découvrent que leur enfant est mort ou disparu. Du côté des enfants cachés, plusieurs milliers d'entre eux, dissimulés parmi des non juifs, sont devenus orphelins et plus aucun membre de leur famille n'est en vie pour les récupérer,.
Les enfants qui ont été cachés très jeunes ne se souviennent pas toujours ni de leurs parents biologiques, ni de leurs origines juives. Certains n'ont pas connu d'autre famille que leurs protecteurs. Quand des membres de leur famille naturelle ou des associations juives les retrouvent, ces jeunes se montrent souvent effrayés et refusent de quitter la seule famille qu'ils aient connue. Beaucoup d'entre eux traversent des situations difficiles pour retrouver leur véritable identité,.
Dans certains cas, les protecteurs refusent de restituer les enfants cachés, surtout lorsqu'ils étaient devenus orphelins, n'avaient aucun souvenir de leur identité ou avaient été baptisés et pris en charge dans des institutions chrétiennes. Des parents et des associations juives doivent lutter pour récupérer les enfants, y compris par des batailles judiciaires sur le droit de garde. Par exemple, l'affaire Finaly ne s'achève qu'en 1953, quand les deux jeunes frères Finaly, orphelins et ayant survécu sous la garde de l'Église catholique à Grenoble, sont légalement remis à leur tante après des efforts prolongés pour obtenir leur retour auprès de leur famille,.
Au XXIe siècle, le développement des tests ADN généalogiques révèle parfois des informations essentielles aux personnes s'efforçant de retrouver leur parentèle, après en avoir été séparées pendant la Shoah, ou qui souhaitent reprendre leur identité juive, notamment pour les enfants juifs ayant vécu cachés ou adoptés par des familles non juives pendant la guerre,.

### Émigration

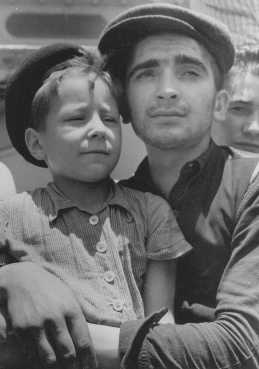
Israel Meir Lau, âgé de 8 ans, dans les bras d'un autre survivant de Buchenwald, Elazar Schiff, lors de son arrivée à Haïfa, en Palestine mandataire, le 15 juillet 1945.

Après la guerre des violences antisémites éclatent dans plusieurs pays d'Europe centrale et orientale, motivées dans une certaine mesure par des préoccupations d'ordre économique, amplifiées par la crainte que les survivants tenteraient d'obtenir la restitution de leurs biens et logements volés ; ces pogroms procèdent aussi des mythes antisémites traditionnels, en particulier celui de meurtre rituel. Le pogrom le plus grave a lieu en juillet 1946 à Kielce, où les émeutiers tuent 41 personnes et en blessent 50 autres. À mesure que se propage l'information au sujet de Kielce, les Juifs s'enfuient de Pologne, concluant qu'ils n'y ont aucun avenir viable ; ces flambées de violences antisémites se répètent aussi en Hongrie, Roumanie, Slovaquie et Ukraine. De nombreux survivants cherchent à quitter l'Europe et à rebâtir leur vie ailleurs,,,.
Aux 50 000 survivants présents dans les camps de personnes déplacées en Allemagne, Autriche et Italie se joignent des réfugiés juifs fuyant l'Europe centrale et orientale, en particulier la Pologne, car les conditions de vie s'y dégradent. En 1946, selon les estimations, quelque 250 000 Juifs sont des déplacés, dont 185 000 viennent d'Allemagne, 45 000 d'Autriche et 20 000 en Italie. Alors que le mandat britannique sur la Palestine s'achève en mai 1948 et que l'État d'Israël proclame son indépendance, près des deux tiers des survivants vont s'y installer. D'autres s'installent dans des pays occidentaux, où les limitations à l'entrée sont assouplies et où ils bénéficient d'opportunités pour leur émigration,.

## Rétablissement des victimes

### Soins psychologiques
Les survivants de la Shoah, après les tourments des années de guerre et dans les années suivantes, subissent des souffrances variées tant dans leur corps que dans leur esprit et leur spiritualité.
La plupart des rescapés sont atteints de graves traumatismes physiques et psychiques, dont certains effets durent tout au long de la vie. Les manifestations de ces troubles consistent, entre autres, en un traumatisme émotionnel et mental, le sentiment que les victimes vivent « sur une autre planète », dans un univers qu'elles ne peuvent partager avec autrui ; qu'elles ne peuvent pas surmonter le deuil des proches car, au moment où ceux-ci ont péri, les survivants consacraient tous leurs efforts à leur propre survie ; et beaucoup éprouvent la culpabilité d'avoir survécu là où d'autres sont morts. Ces effets redoutables submergent les survivants de blessures tant physiques que mentales, que les chercheurs ont ensuite analysé et qualifié : « le syndrome des camps de concentration » (plus communément appelé culpabilité du survivant).
Néanmoins, beaucoup de survivants trouvent la force intérieure de surmonter leurs traumatismes, rebâtir leur vie, s'installer ailleurs, fonder une famille et suivre une carrière brillante.

## Mémoires et témoignages

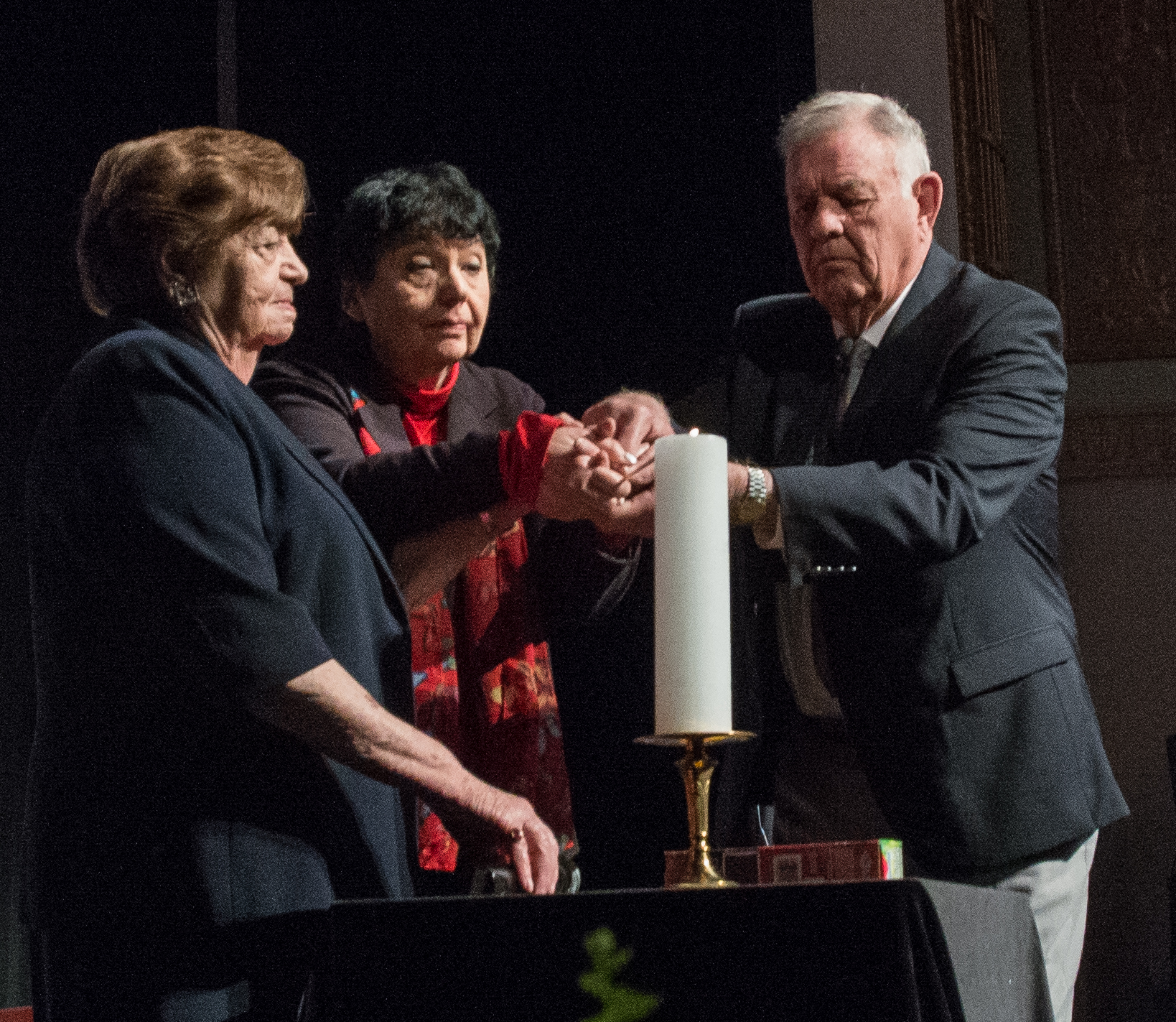
Des survivants de la Shoah allument une bougie à la mémoire des victimes avec un libérateur des camps de concentration pendant une cérémonie du souvenir tenue à Washington en 2013.

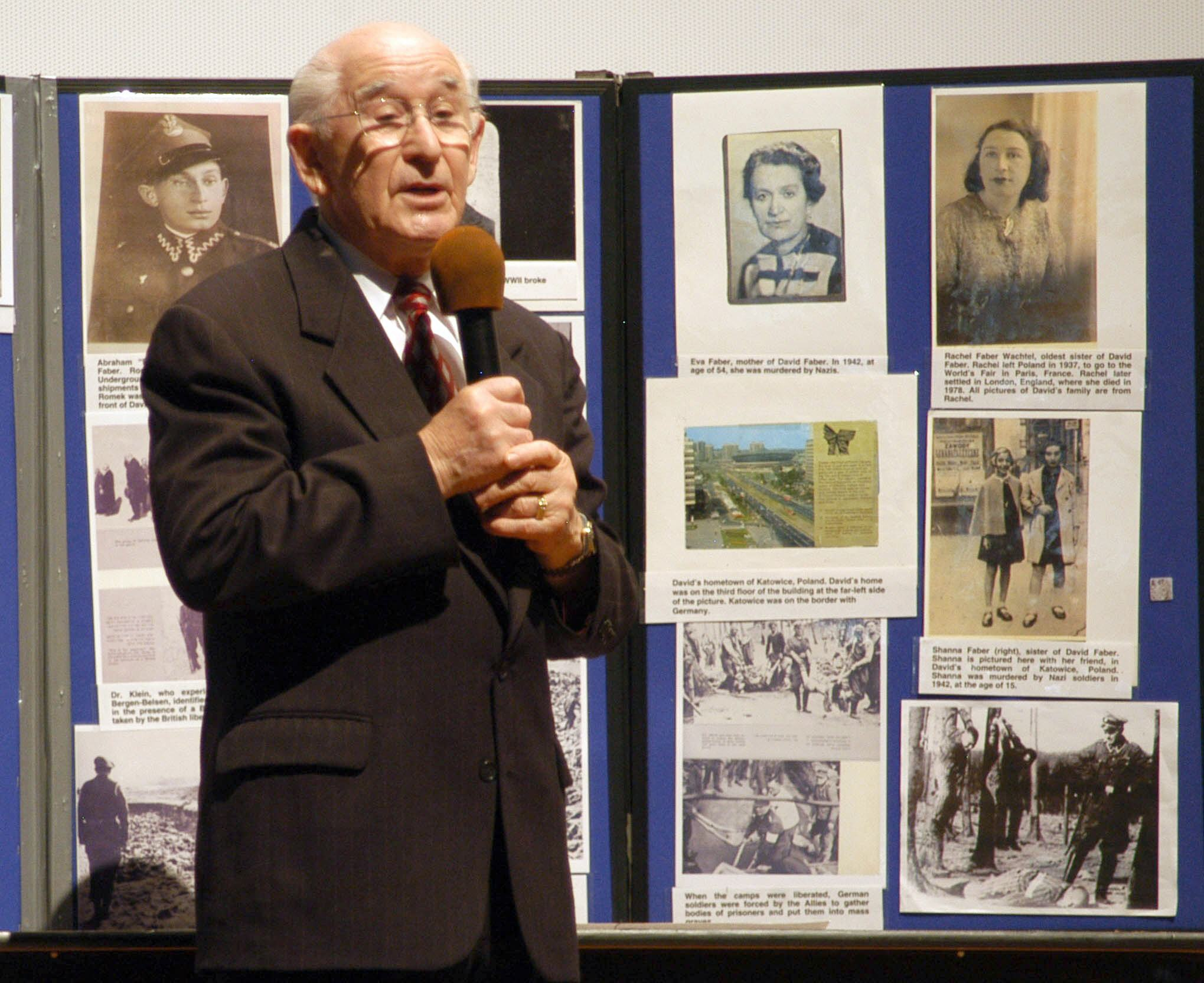
David Faber, rescapé de la Shoah, évoque en 2006 ses expériences dans neuf camps de concentration différents entre 1939 et 1945.

Après-guerre, de nombreux survivants de la Shoah s'investissent dans la collecte de témoignages sur leurs parcours respectifs pendant la guerre, et dans la commémoration de leurs proches disparus, comme des communautés juives détruites (en). Ces efforts englobent à la fois les récits personnels et les mémoires rédigés par des survivants individuels, ainsi que la compilation de livres retraçant l'histoire des communautés disparues, appelés les « ouvrages Yizkor (en) », généralement publiés par des associations ou groupes de survivants issus d'une même région,,.
Les rescapés et témoins participent à ce mouvement en transmettant leurs récits par oral. Dans un premier temps, ces témoignages visent surtout à traduire en justice les criminels de guerre ; souvent après bien des années de silence, certains retracent leurs parcours, pour surmonter les évènements traumatiques dont ils ont été victimes ou à des fins d'information historique et d'enseignement,.
Des institutions établissent des projets pour recueillir autant de témoignages oraux que possible auprès des survivants. En outre, des survivants prennent la parole lors d'évènements pédagogiques ou commémoratifs.

### Mémoires
Certains survivants publient des mémoires dès la fin de la guerre, car ils ressentent le besoin d'écrire sur leurs expériences : près d'une douzaine d'ouvrages de ce type paraissent chaque année pendant les deux premières décennies après la Shoah, même si le grand public y répond largement par l'indifférence. Toutefois, de nombreux survivants estiment qu'ils ne pourraient pas décrire leurs parcours à des personnes qui n'avaient pas subi la Shoah. Ceux qui livrent leurs témoignages ou publient leurs mémoires écrivent alors en yiddish,.
La quantité de mémoires publiés augmente progressivement à partir des années 1970, montrant que les survivants éprouvent à la fois le besoin et l'aptitude de raconter leurs expériences, ainsi qu'un intérêt croissant du grand public envers la Shoah, qui se nourrit d'évènements comme la capture et le procès d'Adolf Eichmann en 1961, les menaces existentielles qui pèsent sur les Israéliens lors de la guerre des Six Jours en 1967 et de la guerre du Kippour en 1973, la diffusion dans de nombreux pays de la série documentaire Holocauste en 1978 et la fondation de nouveaux bâtiments et monuments en mémoire de la Shoah, comme l'United States Holocaust Memorial Museum.
L'écriture et la publication de mémoires, très fréquentes chez les survivants de la Shoah, sont considérées comme une stratégie de traitement et de rétablissement face aux souvenirs de ce passé traumatisant. Vers la fin du XXe siècle les témoignages des survivants de la Shoah ne sont plus rédigés seulement en yiddish, mais également dans d'autres langues, comme l'hébreu, l'anglais, le français, l'italien, le polonais et le russe. Ces récits émanent de rescapés des camps de concentration et des centres d'extermination et aussi de ceux qui s'étaient cachés ou qui étaient parvenus à s'échapper des territoires occupés par l'Allemagne avant ou pendant la guerre ; certains décrivent des évènements postérieurs à la Shoah, comme la libération et le changement des vies à la suite de la destruction.
Les mémoires des rescapés, comme d'autres récits personnels — témoignages oraux ou journaux intimes — représentent une précieuse source d'information pour la majorité des spécialistes de l'histoire de la Shoah, qui complètent des sources plus classiques et présentent les évènements depuis les points de vue particuliers d'expériences individuelles au sein d'un ensemble plus vaste ; ces narrations sont indispensables pour comprendre la Shoah,. Même si les historiens et les rescapés eux-mêmes savent que raconter ces expériences est tributaire de la source d'information et de la précision des souvenirs, ils sont reconnus comme présentant, à l'échelle collective, « un corpus solide de mémoire partagée » et le socle commun de ces récits n'empêche pas des contradictions mineures et des imprécisions sur quelques détails,.

### Ouvrages Yizkor
Les ouvrages Yizkor (mémoire) sont compilés et publiés par des groupes de survivants ou des associations Landsmanshaft (en) d'anciens habitants pour commémorer les membres disparus de leurs familles et les communautés juives détruites (en) ; il s'agit d'une des formes les plus anciennes de commémoration collective de la Shoah. Le premier volume paraît dans les années 1940 et pratiquement tous sont imprimés à titre privé plutôt que par des éditeurs ayant pignon sur rue. Selon les estimations, plus de 1 000 ouvrages de ce type ont été imprimés, chaque fois à un tirage très modeste,,.
La plupart de ces ouvrages sont rédigés en yiddish ou en hébreu, même si certains comportent aussi des chapitres en anglais et dans d'autres langues, en fonction du lieu où ils sont imprimés. Les premiers ouvrages Yizkor sont publiés aux États-Unis, principalement en yiddish, langue maternelle des Landsmanshaften et de rescapés de la Shoah. Au début des années 1950, après la migration massive des survivants de la Shoah en Israël, c'est dans cet État que sont imprimés la plupart des ouvrages Yizkor, surtout entre le milieu des années 1950 et le milieu des années 1970. À partir de la fin des années 1970, l'impression de livres collectifs de mémoire connaît une érosion ; en revanche, les récits personnels des survivants se multiplient. La plupart des ouvrages Yizkor étaient consacrés aux communautés juives d'Europe de l'Est en Pologne, Russie, Lituanie, Roumanie et Hongrie ; plus rarement, des ouvrages étaient consacrés aux communautés de l'Europe du Sud-Est.
Depuis les années 1990, beaucoup de ces ouvrages, ou des chapitres qui en sont issus, sont traduits en anglais, numérisés et accessibles en ligne,.

### Témoignages et transmission orale
Dans l'après-guerre immédiat, des responsables des camps de personnes déplacées et des associations de bienfaisance conduisent des entretiens avec les survivants, principalement pour leur apporter une aide matérielle et pour les assister dans leurs démarches de réinstallation. Des entretiens sont aussi organisés pour recueillir des preuves sur les crimes de guerre et pour constituer des archives historiques. Ces documents font partie des plus anciens témoignages sur le parcours des survivants de la Shoah.
Certains des plus anciens projets pour recueillir les récits des témoins commencent dans les camps de déplacés, à l'initiative des survivants eux-mêmes. Des bulletins, comme Undzer Shtimme (« Notre voix »), circulent au camp de Hohne (à Bergen-Belsen (en)) et Undzer Hofenung (« Notre espoir »), qui circule à Eschwege (en), relaient les premiers récits de témoins visuels juifs sous le régime nazi et l'une des premières publications sur la Shoah, Fuhn Letsn Khurbn (« Sur la destruction récente ») est la création de membres des camps de déplacés et finit par être diffusée à l'échelle mondiale,.
Au cours des décennies suivantes, des efforts coordonnées sont déployés pour recueillir les souvenirs et les témoignages des survivants afin de les transmettre aux générations futures. Les Juifs français sont parmi les premiers à ouvrir un institut consacré à la documentation de la Shoah : le Centre de documentation juive contemporaine. En Israël, le mémorial de Yad Vashem est fondé officiellement en 1953 ; l'organisme avait déjà commencé des projets, dont celui d'acquérir un fonds documentaire sur la Shoah et les témoignages individuels des survivants pour constituer ses archives et sa bibliothèque,.
En 2002, une collection de témoignages des survivants Sinté et Roms du Porajmos est ouverte au Centre documentaire et culturel des Sinté et Roms allemands (en) à Heidelberg.

## Associations et conférences

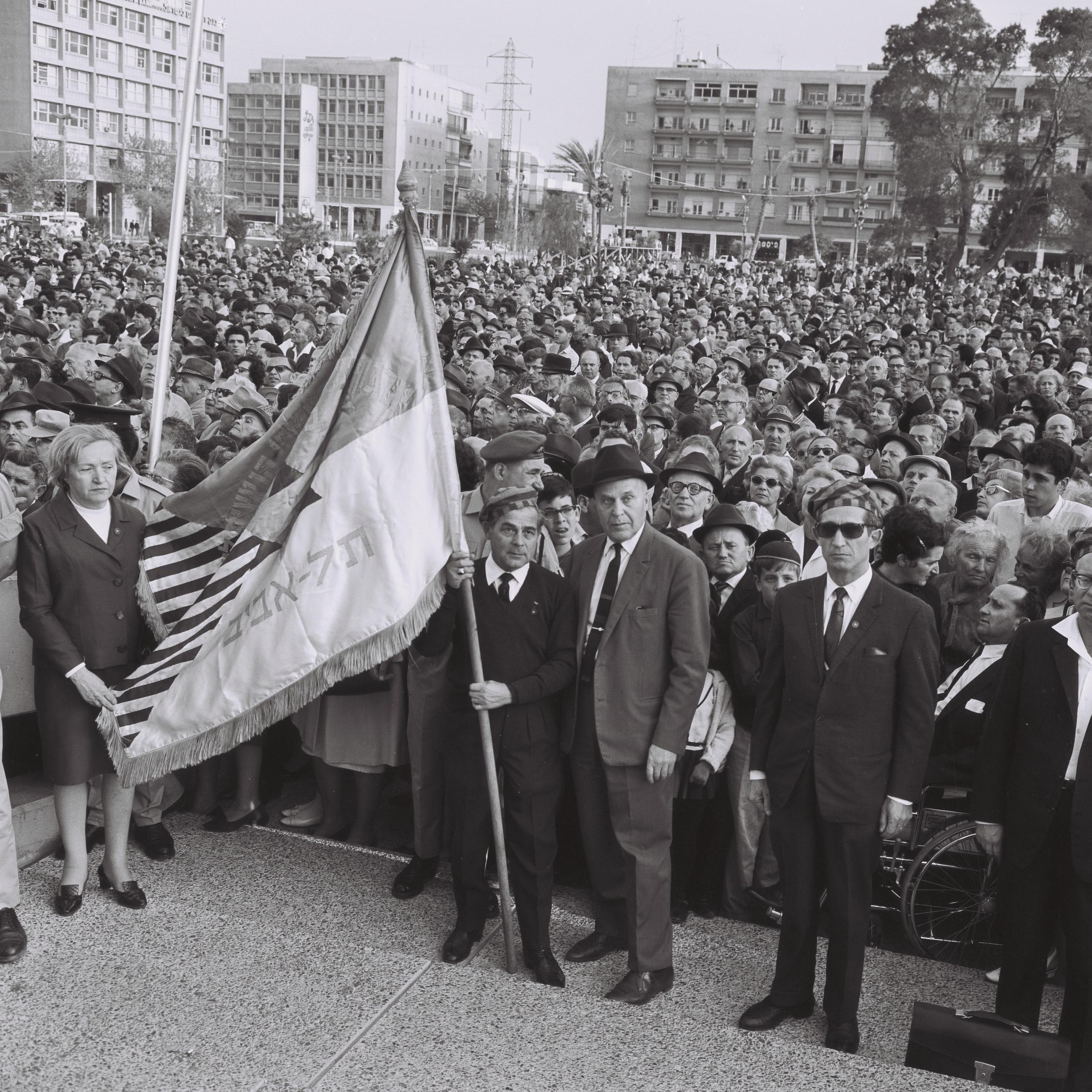
Rassemblement de survivants du ghetto et du camp de concentration de Varsovie. Tel-Aviv, 1968.

Un vaste éventail d'associations a vu le jour pour traiter les besoins et problèmes chez les survivants de la Shoah et leurs descendants. Dès l'après-guerre immédiat, Sh'erit ha-Pletah est fondé pour répondre aux carences matérielles et aux soins urgents pour ceux qui vivent dans les camps de déplacés et pour soutenir leurs droits à l'émigration. Au début des années 1950, ces besoins sont largement satisfaits et l'association se sépare. Dans les décennies qui suivent, les survivants fondent des associations à l'échelle locale, nationale puis internationale pour régler les problèmes physiques, émotionnels et sociaux de long terme ; d'autres organismes sont chargés de traiter les questions relatives à des groupes spécifiques, comme les enfants survivants et les descendants — surtout jeunes — des survivants. À partir de la fin des années 1970 s'organisent des conférences et des rassemblements de survivants, de leurs descendants, des sauveteurs et des libérateurs ; ces mouvements sont souvent à l'origine de la création et du maintien d'organismes pérennes.

### Survivants
En 1981, environ 6 000 survivants de la Shoah se rencontrent à Jérusalem pour le premier Rassemblement mondial des survivants juifs de la Shoah (World Gathering of Jewish Holocaust Survivors),.
En 1988, le Centre des associations des survivants de la Shoah en Israël (Center of Organizations of Holocaust Survivors) est fondé en tant que fédération de 28 groupes de survivants de la Shoah en Israël pour défendre les droits et les revendications sociales des survivants à l'échelle mondiale et devant le gouvernement israélien et pour commémorer à la fois la Shoah et la renaissance du peuple juif. En 2010, le gouvernement reconnaît que cet organisme représente la totalité des communautés de survivants en Israël. En 2020, le Centre représente 55 associations ; la communauté des survivants a une moyenne d'âge de 84 ans.

### Enfants survivants

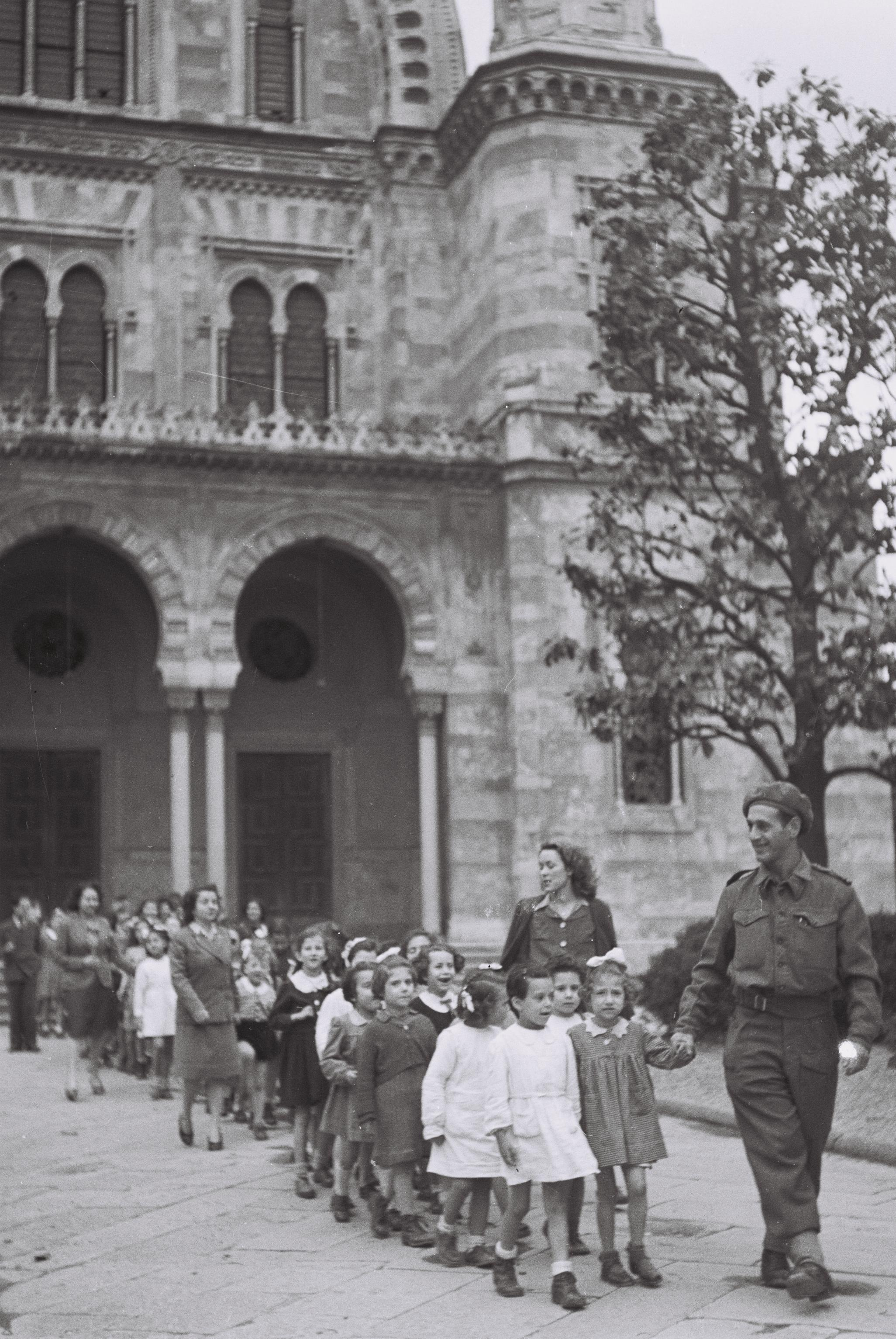
Un soldat et des infirmières de la Brigade juive et de l'agence juive prennent soin d'enfants réfugiés juifs. Florence, 1944.

Les enfants survivants de la Shoah sont souvent les seuls rescapés de l'ensemble de leur parenté et de nombreux autres restent orphelins. Ce groupe englobe les enfants ayant survécu aux camps de concentration et aux centres d'extermination, ceux qui étaient cachés dans des familles non juives ou dans des institutions chrétiennes, qui ont été soustraits aux dangers avec le Kindertransport, qui ont fui avec leurs familles vers des localités excentrées en Union soviétique ou à Shanghai. Après la guerre, ces enfants sont parfois déplacés pour être confiés à des parents éloignés dans d'autres parties du monde, accueillis avec réticence, maltraités ou même victimes d'abus. Ils n'ont guère bénéficié d'une reconnaissance de leurs expériences, leurs souvenirs et leur compréhension des évènements terribles qu'ils ont subis dans leur jeunesse aux mains des nazis et de leurs complices.
La Fédération mondiale des enfants juifs survivants de la Shoah et de leurs descendants est fondée en 1985 pour rassembler les enfants ayant survécu à la Shoah et coordonner leurs activités à l'échelle mondiale. L'association lance des séries de conférences annuelles aux États-Unis, au Canada, en Europe et en Israël. À leur tour, les descendants des survivants reçoivent la reconnaissance que leur histoire familiale les a profondément affectés. Outre les conférences annuelles pour renforcer la communauté des enfants survivants et de leurs descendants, des membres transmettent, auprès des écoles, en public ou dans des évènements communautaires l'histoire de leur survie, de leurs pertes, de leur résistance ; l'héroïsme de la Résistance juive et la débrouillardise d'autres Juifs, ainsi que celle des Justes parmi les nations ; ces membres participent aussi aux cérémonies du souvenir et aux projets de mémoire et ils s'investissent dans des campagnes de sensibilisation contre l'antisémitisme et le sectarisme.

### Descendants des survivants
La « deuxième génération des survivants de la Shoah » est l'expression décrivant les enfants nés après la Seconde Guerre mondiale et issus de parents qui ont survécu à la Shoah. Même si cette deuxième génération n'a pas vécu directement les horreurs de la Shoah, leur éducation et leur point de vue reflète clairement les traumatismes de leurs parents ; à partir des années 1960, ces descendants commencent à analyser et à exprimer de différentes manières ce que signifie, à leurs yeux, le fait d'être nés de survivants.
La deuxième génération a soulevé plusieurs questions dans le domaine de la psychologie et des recherches dans ce domaine sont lancées pour déterminer la manière dont les expériences horrifiantes des parents affectent la vie de leurs enfants ; l'une de ces questions vise à examiner si les traumatismes psychiques des parents peuvent se transmettre à leurs descendants, même si ces derniers n'ont bien entendu pas assisté aux tourments, ainsi qu'à analyser le traumatisme intergénérationnel.
Peu après les premières descriptions du « syndrome des camps de concentration » (aussi appelé culpabilité du survivant), les psychologues cliniciens remarquent en 1966 que de nombreux enfants des survivants de la Shoah sollicitent des traitements dans des établissements au Canada. Les petits-enfants des survivants de la Shoah sont surreprésentés de 300 % dans les consultations de psychiatrie infantile par rapport à leur proportion dans la population générale.

Des groupes se sont formés pour que les enfants des survivants puissent partager leurs sentiments dans une communauté qui comprenne leur expérience particulière. Certains descendants des survivants ont aussi établi des fédérations à l'échelle locale voire nationale pour s'entraider et pour coordonner d'autres efforts relatifs à la Shoah. Par exemple, en novembre 1979 se tient la première conférence sur les descendants des survivants de la Shoah et conduit à la création de groupes de soutien sur l'ensemble du territoire des États-Unis.
De nombreux membres de cette « deuxième génération » ont cherché comment surmonter leurs souffrances et intégrer aussi bien leurs expériences que celles de leurs parents dans leurs vies. Ainsi, certains se sont investis dans des activités visant à commémorer la vie et les traditions des communautés exterminées pendant la Shoah. Ils s'adonnent à des recherches sur l'histoire des Juifs en Europe avant la Seconde Guerre mondiale et la Shoah, participent au renouveau de la culture yiddish (en), s'engagent dans l'éducation relative à la Shoah ou militent pour des causes humanitaires ou en faveur des Juifs. À travers des activités créatives comme le théâtre, l'art et la littérature (en), ils analysent la Shoah et ses conséquences sur eux-mêmes et sur leurs familles.
En avril 1983, les survivants de la Shoah en Amérique du Nord organisent l'American Gathering of Jewish Holocaust Survivors and their Descendants (en) (« rassemblement américain des survivants juifs de la Shoah et de leurs descendants ») ; Ronald Reagan assiste à la première édition de cet évènement, aux côtés de 20 000 survivants et leurs familles,,.

## Bases de données et compilations des survivants

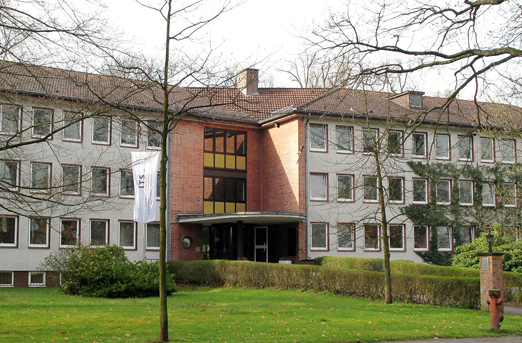
Les Archives Arolsen à Bad Arolsen contiennent de nombreux documents sur les victimes des persécutions nazies, y compris celles qui y ont survécu.

L'une des banques d'archives les plus connues et les plus célèbres sur la Shoah, y compris les listes de survivants, sont les Archives Arolsen fondées par les Alliés en 1948 sous le nom d'International Tracing Service (ITS, « service international des recherches »). Après la guerre, pendant des décennies, ce service a eu pour principales missions de répondre aux demandes pour identifier le sort des victimes des persécutions nazies et de localiser les personnes disparues,.
Le site Holocaust Global Registry est une collection en ligne de bases de données mise à jour par le site généalogique JewishGen (en), filiale du Museum of Jewish Heritage ; ce site comporte des milliers de noms de survivants cherchant à retrouver leurs familles et de familles cherchant à retrouver des survivants.
Dans The Holocaust Survivors and Victims Database, appartenant à l'United States Holocaust Memorial Museum, figurent des millions de noms de personnes persécutées par le régime nazi, y compris des listes issues de camps de concentration et de camps de déplacés, qui offre une navigation par nom de lieu ou par mot-clé.
Le fonds Benjamin and Vladka Meed Registry of Holocaust Survivors, créé en 1981 par l'American Gathering of Jewish Holocaust Survivors (en) pour documenter les récits des survivants et assister les rescapés et leurs familles cherchant à localiser leurs proches et amis disparus, contient plus de 200 000 dossiers relatifs aux survivants et à leurs familles dans le monde entier,.
En partenariat avec l'Archive Arolsen, le site d'histoire familiale Ancestry.com entame en 2019 la numérisation de millions de documents sur la Shoah et sur les persécutions nazies et se dote d'un moteur de recherche en ligne. Les dossiers comportent deux bases de données différentes.
Le site Holocaust Survivor Children: Missing Identity s'adresse aux enfants survivants qui espèrent toujours retrouver des membres de leur famille ou des personnes en mesure de les renseigner sur eux, ainsi qu'à ceux qui espèrent trouver, à partir d'une photographie prise dans leur enfance, des informations sommaires à leur sujet : noms d'origine, lieu et date de naissance, noms des parents,.